# Płonne
Płonne is een dorp in het Poolse woiwodschap Koejavië-Pommeren, gelegen in de powiat Golubsko-Dobrzyński. in 2011 woonden er 450 mensen.

## Sport en recreatie
- Door deze plaats loopt de Europese wandelroute E11. De E11 loopt van Den Haag naar het oosten, op dit moment de grens Polen/Litouwen. Ter plaatse komt de route van het westen vanuit Szafarnia. De route vervolgt in noordoostelijke richting via Rodzone naar Radziki Duże.

## Galerij

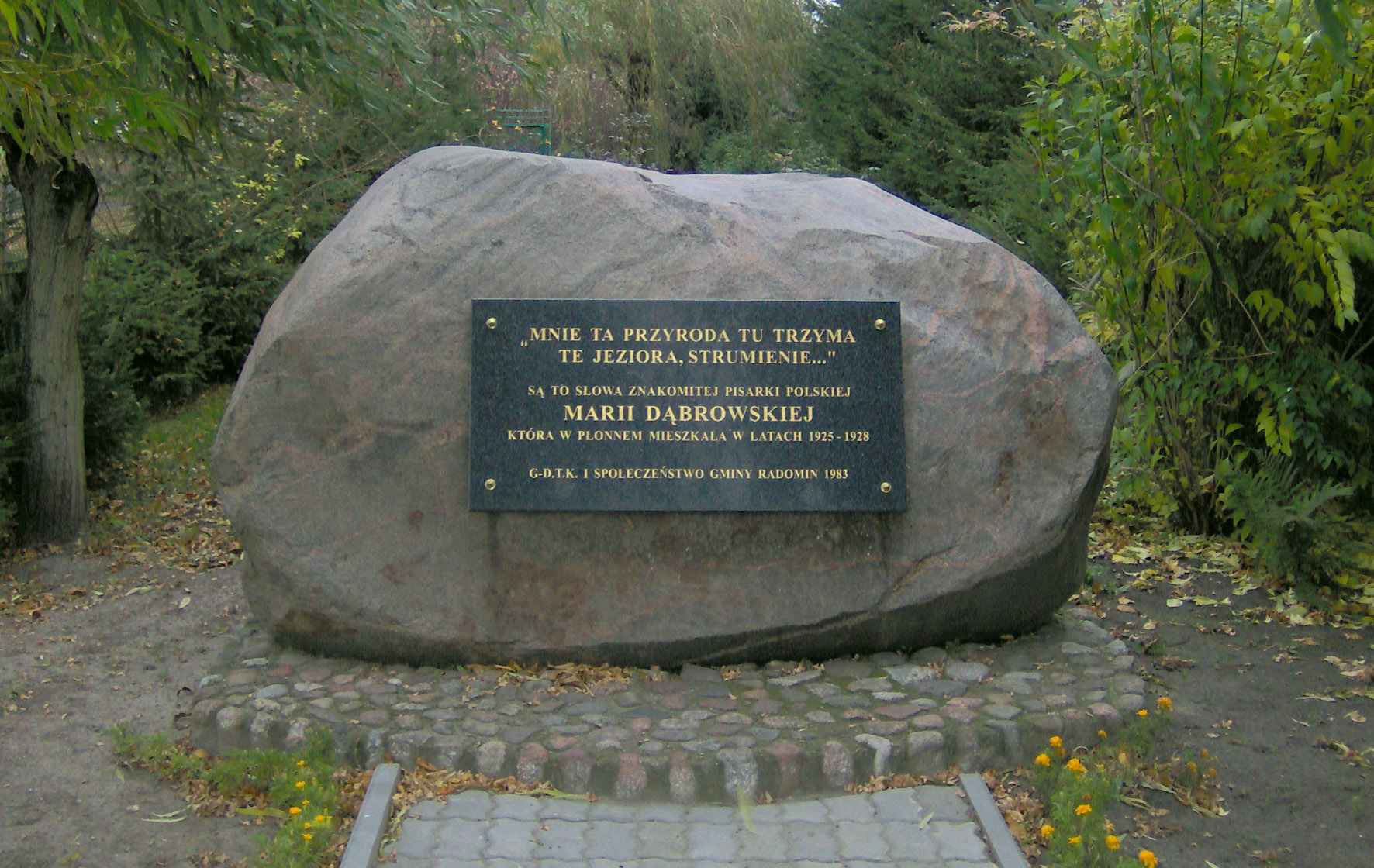
Gedenksteen van Marii Dąbrowskiej
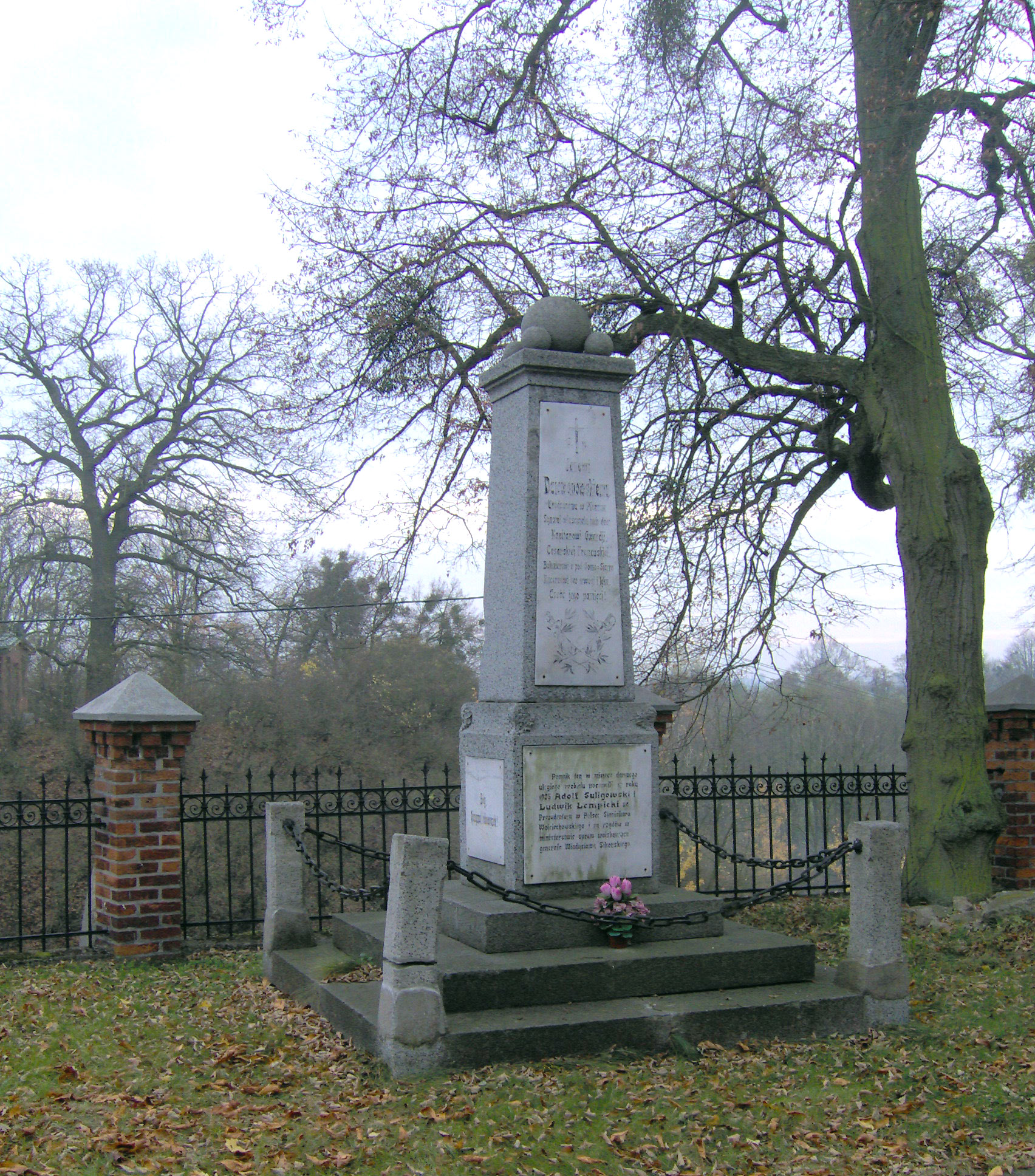
Obelisk ter nagedachtenis aan Jan Dziewanowskiego
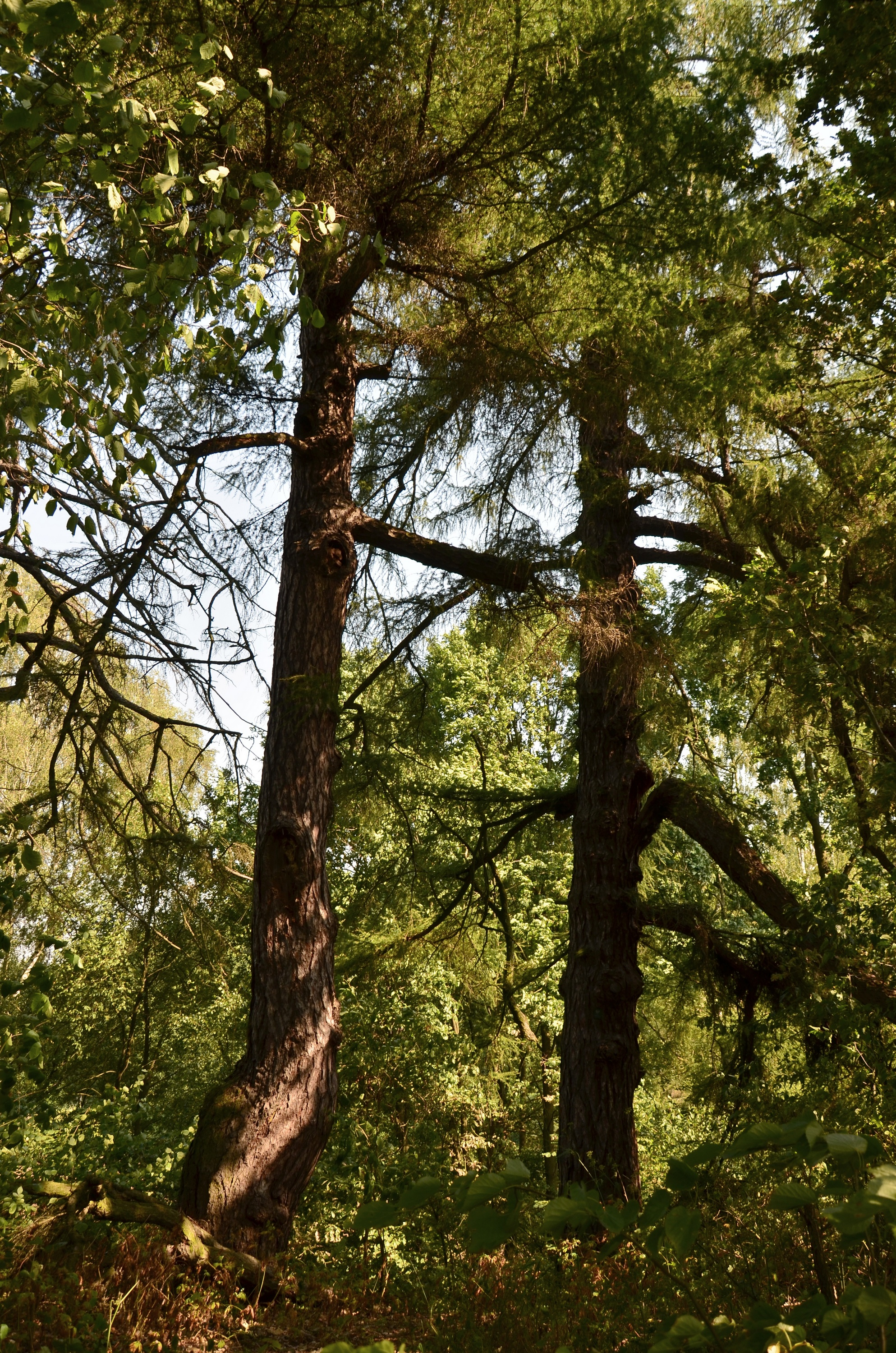
Góra Modrzewiowa
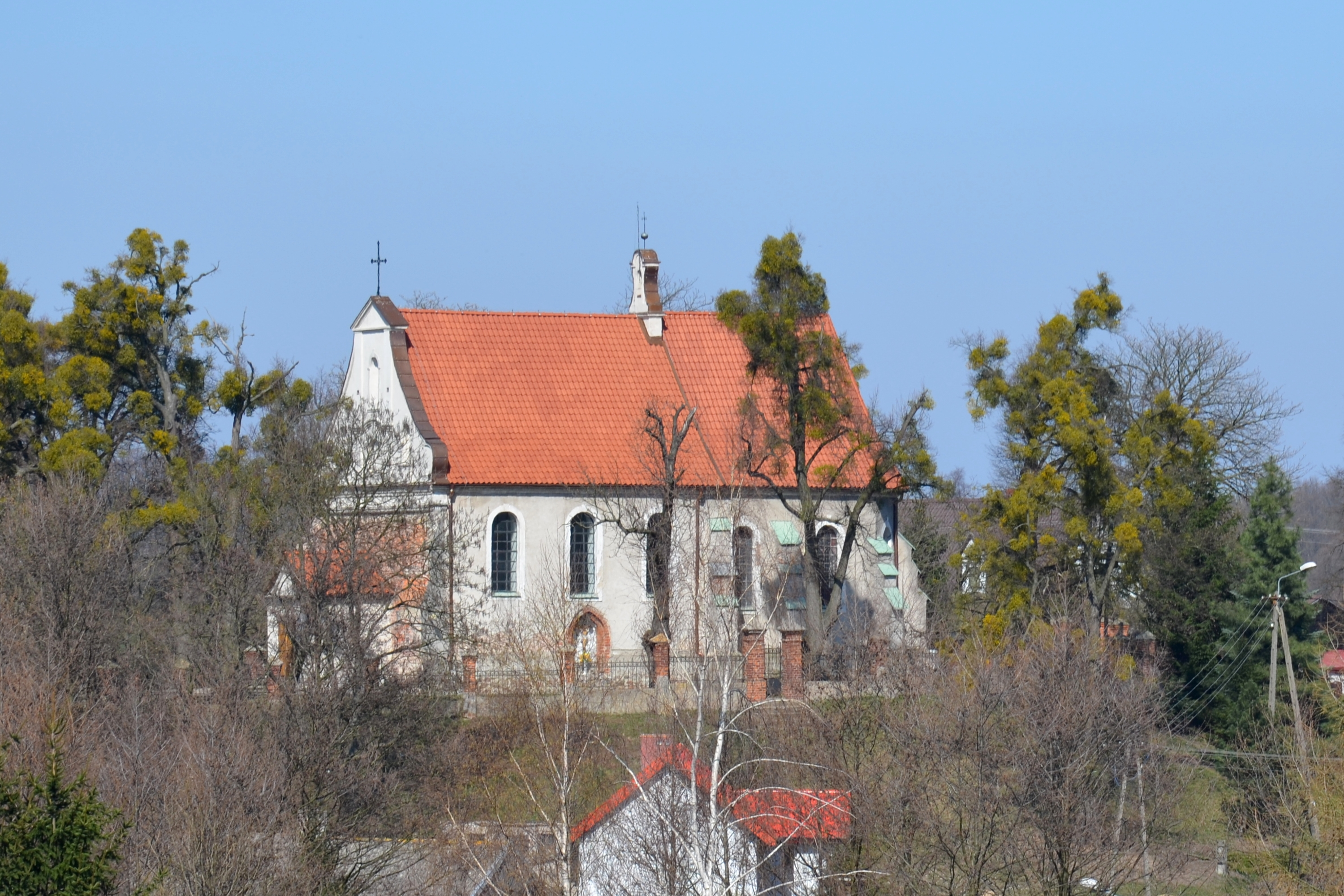
st. Jacobskerk